# Dasyornis broadbenti
Bico-de-cerdas-ruivo ou espinhoso-ruivo (Dasyornis broadbenti) é uma espécie de ave da família Dasyornithidae.
É endémica da Austrália.
Os seus habitats naturais são: florestas temperadas.
Está ameaçada por perda de habitat.